# بخش مهاراج‌گنج

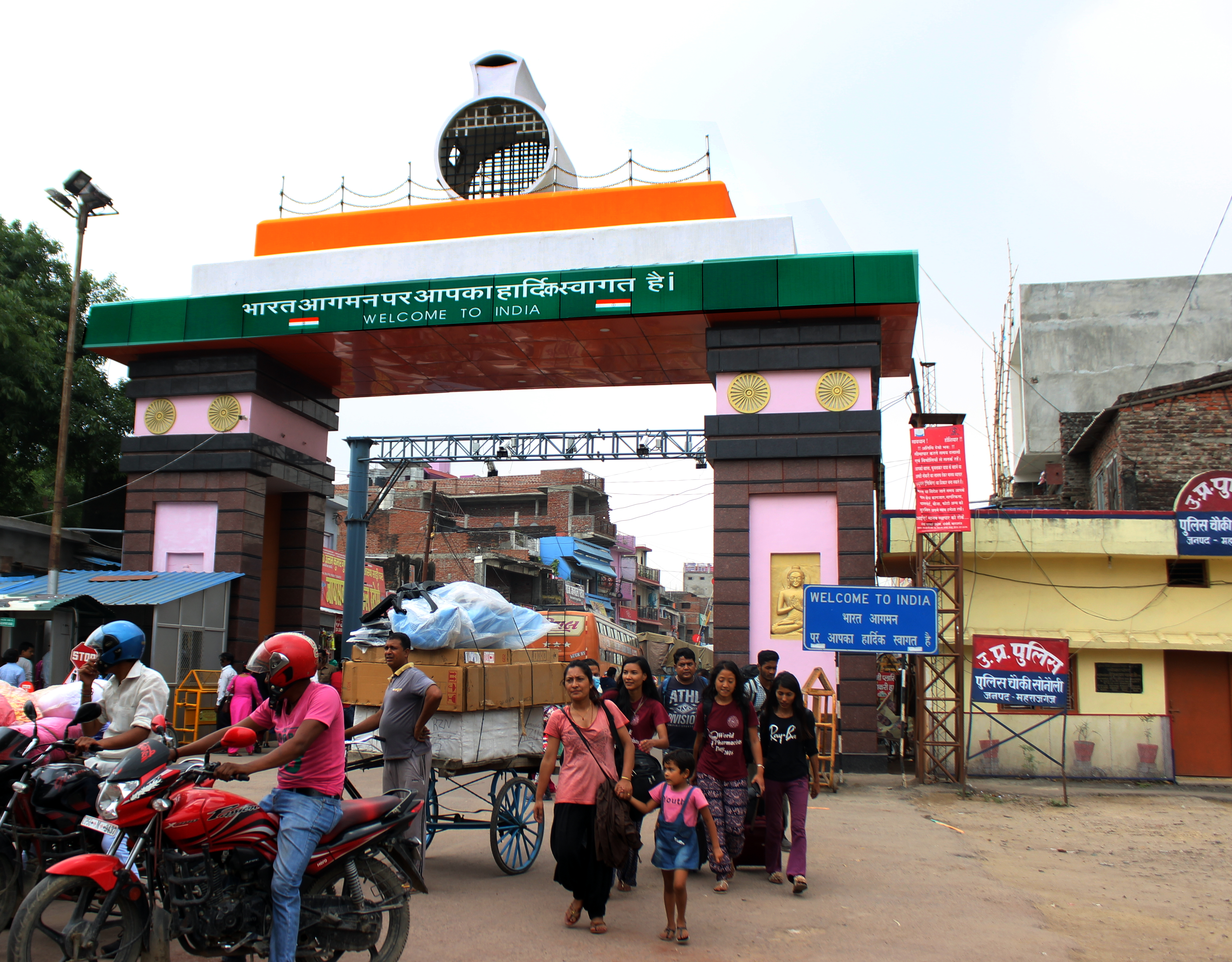
نمایی از ایست‌گاه بازرسی مرزی نپال و هند در سوناولی، نزدیک بخش مهاراج‌گنج - ۲۰۱۸

بخش مهاراج‌گنج (هندی: महाराजगंज जिला) از بخش‌های ایالت اوتار پرادش هند است.